# Communauté de communes de Hazelle en Haye
Die Communauté de communes de Hazelle en Haye ist ein ehemaliger französischer Gemeindeverband mit der Rechtsform einer Communauté de communes im Département Meurthe-et-Moselle in der Region Grand Est. Sie wurde am 19. Dezember 2012 gegründet und umfasste neun Gemeinden. Der Verwaltungssitz befand sich im Ort Villey-Saint-Étienne.

## Historische Entwicklung
Mit Wirkung vom 1. Januar 2017 fusionierte der Gemeindeverband mit der Communauté de communes du Toulois und bildete so die Nachfolgeorganisation Communauté de communes du Toulois et de Hazelle en Haye, die jedoch kurz danach auf Communauté de communes Terres Touloises umbenannt wurde.

## Ehemalige Mitgliedsgemeinden
1. Aingeray
2. Avrainville
3. Fontenoy-sur-Moselle
4. Francheville
5. Gondreville
6. Jaillon
7. Sexey-les-Bois
8. Velaine-en-Haye
9. Villey-Saint-Étienne